# Michael Rodríguez
Michael Steven Rodríguez Gutiérrez (El Cacao, 1981. december 30. –) Costa Rica-i válogatott labdarúgó.

## Pályafutása

### Klubcsapatban
2001 és 2008 között az Alajuelense csapatában játszott, melynek tagjaként három bajnoki címet szerzett. 2008-ban az amerikai Seattle Sounders, 2009-ben a Costa Ric-i Brujas  játékosa volt. 2010 és 2011 között Pérez Zeledón együttesénél szerepelt, a 2011–12-es idényben pedig a Heredianót erősítette. Később szerepelt még az indiai United Sikkim, a Pérez Zeledón és a Puerto Ricó-i a Bayamón FC csapatában.  

### A válogatottban
2006-ban 3 alkalommal szerepelt a Costa Rica-i válogatottban. Részt vett a 2004. évi nyári olimpiai játékokon és a 2006-os világbajnokságon.

## Sikerei, díjai
LD Alajuelense
- Costa Rica-i bajnok (3): 2001–02, 2002–03, 2004–05
- CONCACAF-bajnokok ligája győztes (1): 2004
- UNCAF-klubcsapatok kupája győztes (2): 2002, 2005

## Külső hivatkozások
- Michael Rodríguez adatlapja a National-Football-Teams.com oldalon (angolul)

- Michael Rodríguez (angol nyelven). FootballDatabase.eu
- Michael Rodríguez (német nyelven). kicker.de
- Michael Rodríguez adatlapja a worldfootball.net oldalon (angolul)
- Michael Rodríguez profilja az Olympedia oldalán (angolul)